# Anne-Sophie Nyssen
Pour les articles homonymes, voir Nyssen.
 (avril 2023).
Anne-Sophie Nyssen, née à Uccle le 30 mars 1965, est une psychologue belge et professeure ordinaire en ergonomie cognitive et intervention au travail à l'université de Liège.
Elle est rectrice de l’université de Liège depuis le 1er octobre 2022.

## Biographie
Anne-Sophie Nyssen obtient un doctorat en psychologie en 1997 ; sa thèse s'intitule Exploration des différents types d’interactions entre l’erreur humaine, l’activité cognitive de l’homme et la dynamique des systèmes complexes. Étude réalisée en Anesthésie-Réanimation. Elle est nommée chargée de cours à l'université de Liège en 2003, puis professeure en 2007 et professeure ordinaire en 2011, dans le domaine de l'ergonomie cognitive et l'intervention au travail. Elle dirige des recherches sur le rôle des facteurs humains et organisationnels dans différents milieux de travail (l’industrie, l’aviation, les hôpitaux…). Elle a publié des travaux sur l’erreur humaine, l’ergonomie cognitive, la prise de décision et l’expertise, l’évaluation des nouvelles technologies et la fiabilité des systèmes.
Anne-Sophie Nyssen a été formée à l'hypnose à l'Institut Milton H. Erickson de Belgique. Elle crée, avec la professeure Marie-Élisabeth Faymonville, un cours d'initiation au processus hypnotique et à la communication thérapeutique. Elle est membre du groupe d’experts mis en place par le Conseil supérieur de la santé en vue d’élaborer un avis visant à définir les indications scientifiques pour l’utilisation de l’hypnose.
En 2018, elle est nommée vice-rectrice à l’Enseignement et au Bien-être, dans l'équipe du recteur Pierre Wolper. Lors de son mandat, elle lance plusieurs initiatives pour lutter contre les différentes formes de discrimination au sein de la communauté universitaire, telles que la campagne #Respect ou encore des ateliers d'écriture de slam, pour permettre aux étudiants et scientifiques de s'exprimer sur le thème du consentement,. Face à la précarité étudiante, accrue par la crise, Anne-Sophie Nyssen met en place un système de distribution hebdomadaire de paniers solidaires à l'Université. Plus de 8 000 paniers sont distribués. 
En octobre 2022, Anne-Sophie Nyssen est nommée rectrice de l'université de Liège. Elle est la 63e personnalité académique, et la première femme à exercer la fonction rectorale depuis la création de l'Université en 1817,,. 